# Teremok
Teremok (russisch Теремок) ist eine russische Kette von Schnellrestaurants. Das Unternehmen betreibt über 300 Filialen in ganz Russland, darunter in Moskau, der Oblast Moskau, in Sankt Petersburg, Krasnodar, Tjumen und Surgut. Es ist eine der größten einheimischen Fast-Food-Ketten des Landes. Serviert werden traditionelle russische Speisen und Getränke.

## Geschichte
Das Unternehmen wurde 1998 von Michail Gontscharow gegründet und begann als Straßenkiosk, der Blini und Kwas verkaufte. Er konnte schon bald expandieren und eröffnete neue Kiosks und Restaurants. Die Produktpalette wurde um zahlreiche weitere, traditionelle russische Gerichte erweitert. Teremok entwickelte sich schnell zu einem Unternehmen mit Millionenumsatz. Das Unternehmen versucht inzwischen auch, auf dem westlichen Markt Fuß zu fassen. Im Herbst 2017 existierten zwei Filialen in New York City, die Eröffnung von Filialen in Deutschland, Großbritannien und China wird angestrebt.

## Rundfunkberichte
- Nico Karasek: Der russische McDonalds Teremok, ProSieben – Galileo, Folge 27, Staffel 2018 vom 30. Januar 2018 (YouTube)